# Презиме Ђурић (Полача, Книн)
Презиме Ђурић је православно српско презиме у Сјеверној Далмацији у селу Полача покрај Книна. Крсна слава им је Аранђеловдан (21. новембар по новом или 8. новембра по старом календару). Ђурићи живе у засеоку Велика Полача.

## Поријекло
За Ђуриће у Полачи (Велика Полача) прота Саво Накићеновић је написао да су дошли из Брчког у 16. вијеку, што не знамо је ли тачно. Али су ови Ђурићи дошли у Полачу крајем 17. вијека из Доњих Краја (садашња Бањалучка крајина) када управо и Мирковићи (Подинарје, крсна слава Дмитровдан). Због бурних историјских околности српски народ се константно селио из Книнске крајине у Бањалучку и обрнуто више пута, наводи Петар Ашкраба Загорски, српски пјесник и историчар. Такође треба напоменути да је учитељ из села који је познавао поријекло породица навео својевремено да Ђурићи од давнина потичу са Косова.